# Kostel svatého Martina (Chrašice)
Hřbitovní kostel svatého Martina přestavěný Santinim a dokončený roku 1721 se nachází v Chrašicích, místní části obce Chrast v okrese Chrudim. Je chráněn jako kulturní památka České republiky.

## Historie kostela
Na místě dnešního kostela je již v roce 1349 archivně doložena starší stavba, která prošla v průběhu staletí několika přestavbami. V 17. století bylo valenou klenbou s výsečemi druhotně zaklenuto kněžiště, největší proměnu však kostelík zaznamenal na počátku 18. století. Autorem přestavby kostelíka byl s největší pravděpodobností Jan Blažej Santini-Aichel. Jeho autorství nemáme přímo archivně doloženo, vyplývá ale ze slohového rozboru a přispívá mu i fakt, že v době vzniku kostela působil Santini ve službách královéhradeckého biskupa Jan Adama Vratislava z Mitrovic. Ten byl objednavatelem přestavby kostela. „V předvečer svátku patrona chrámu“, tedy 10. listopadu, roku 1720 zde právě biskup Vratislav z Mitrovic sloužil první mši a stavbu požehnal. I s výzdobou byl kostel znovu vysvěcen 3. srpna 1721.
3. 5. 1958 byl hřbitovní kostel zapsán na seznam kulturních památek ČR (rej. č. 21545/6-871). V rámci rekonstrukce v roce 2010 byl opatřen novou střechou. V současnosti je uzavřen a užíván jen příležitostně.

### Program záchrany architektonického dědictví
V rámci Programu záchrany architektonického dědictví bylo v letech 1995-2014 na opravu památky čerpáno 6 095 000 Kč.
| rok    | 2006 | 2007  | 2008 | 2009 | 2010 | 2011 | 2012 | 2013 | 2014 |
| ------ | ---- | ----- | ---- | ---- | ---- | ---- | ---- | ---- | ---- |
| částka | 520  | 1 800 | 500  | 650  | 420  | 845  | 415  | 400  | 545  |

## Popis stavby
Základ půdorysu tvoří kosočtverec lodi, jehož dva rohy trčí po stranách. Na západě na něj navazuje obdélná předsíňka, nad kterou se nachází kruchta, a na východě je otevřen dlouhým trojboce uzavřeným starším presbytářem. Po stranách jsou pak připojeny dvě lichoběžníkové místnosti, sakristie a komora. Diagonály kosočtverce mají dvojnásobnou délku, než je hloubka kněžiště a jeden z vrcholů kosočtverce leží v polovině hloubky prostoru kněžiště. Interiér stavby je řešen velmi jednoduše, loď je plochostropá, kněžiště je zaklenuté starší valenou klenbou s výsečemi.
Působivější je kostelík v exteriéru, a to především díky krystalickému uspořádání hladkých zdí v ostrých úhlech, díky kterým se stavba při obcházení pozoruhodně proměňuje. Stěny jsou členěny pouze jednoduchými a nezbytnými prvky (liseny, ploché rizality a portály), což je pro Santiniho pozdní tvorbu typické. Okna jsou pravoúhlá obdélná se segmentovými záklenky.

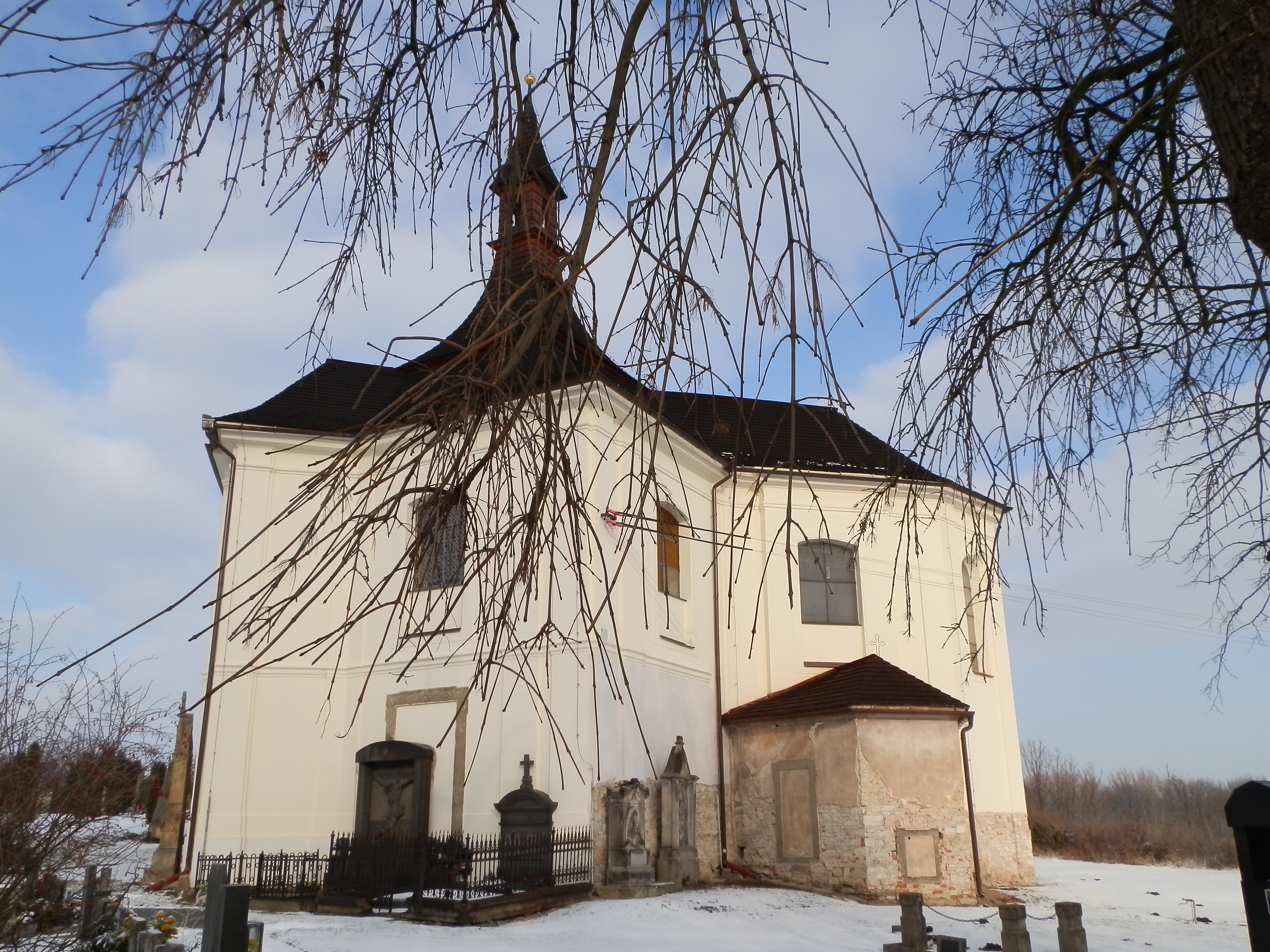
Kostel sv. Martina od jihu

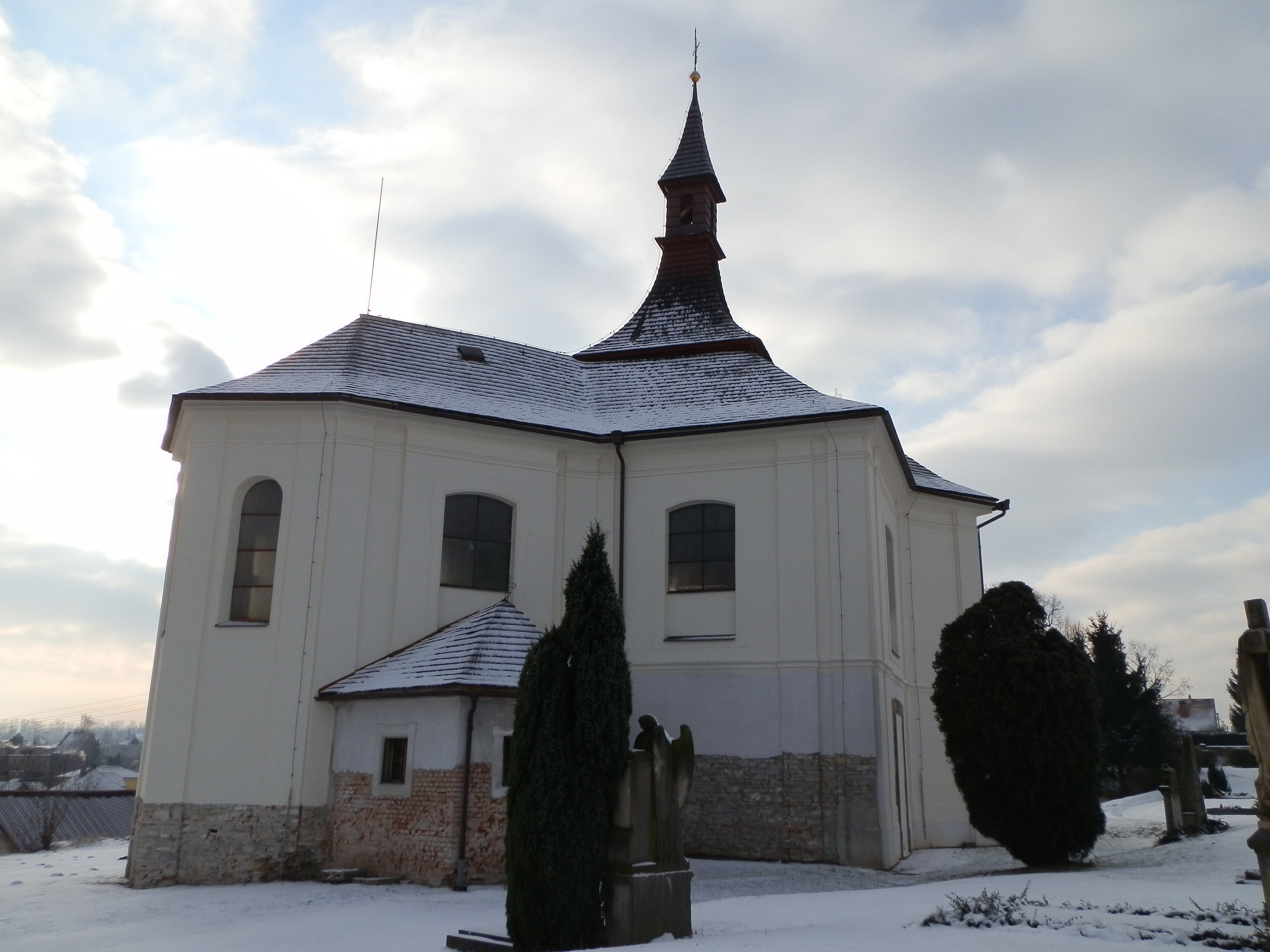
Kostel sv. Martina od severu

## Interiér
Do interiéru kostela byly umístěny 3 oltáře, hlavní oltář a dva boční zasvěcené sv. Vojtěchu a sv. Bricciovi. V souvislosti s nimi se Kořán zmiňuje o Santiniho pomocníkovi, hradeckém truhláři Janu Ludvíku Pešinském, který je archivně doložen jako autor výzdoby kostelíka. Podle návrhů, které pravděpodobně vytvořil přímo Santini, provedl tři oltáře (bez soch), obložení dveří oratoře a sakristie, parapet v presbytáři a hlavní dveře. Dochována je i detailní smlouva z 24. září 1720. V Soupisu památek z roku 1900 se píše o nápisu, který měl být dochovaný na pravé stěně presbytáře, a měl zmiňovat vysvěcení tří zmiňovaných oltářů biskupem Vratislavem z Mitrovic roku 1721.

## Galerie

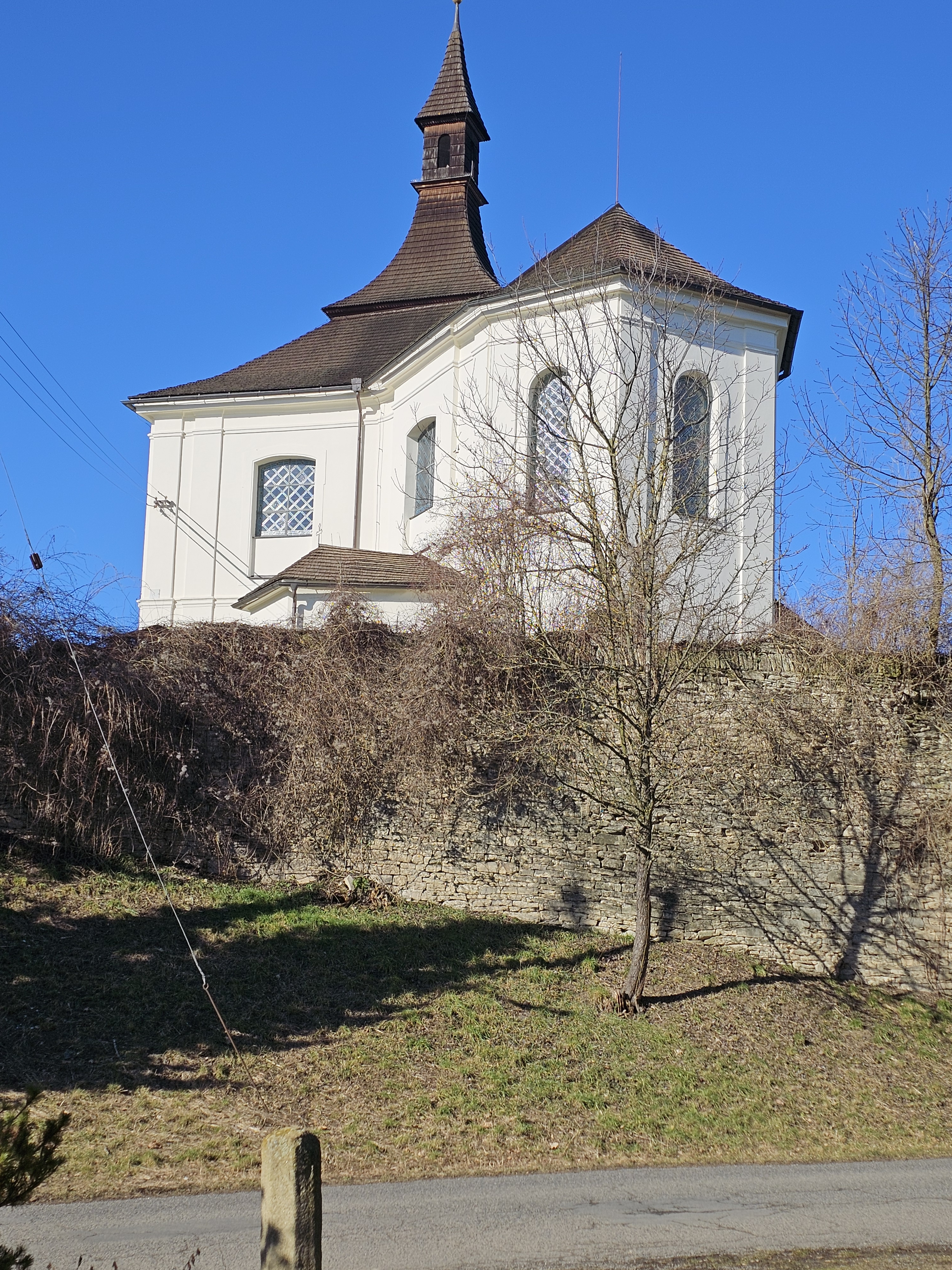
kostel svatého Martina ve Chrašicích v roce 2025
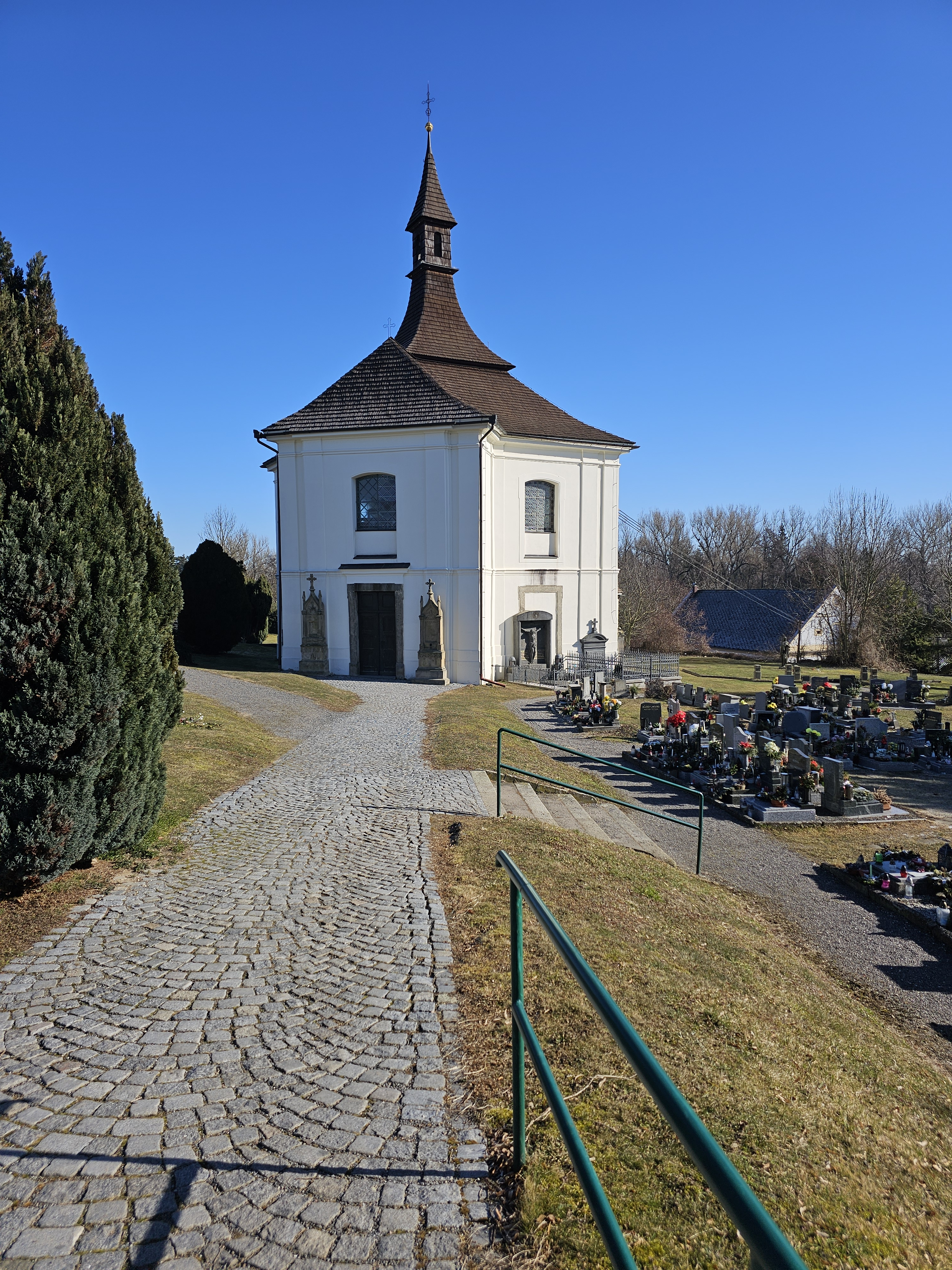
kostel svatého Martina ve Chrašicích v roce 2025
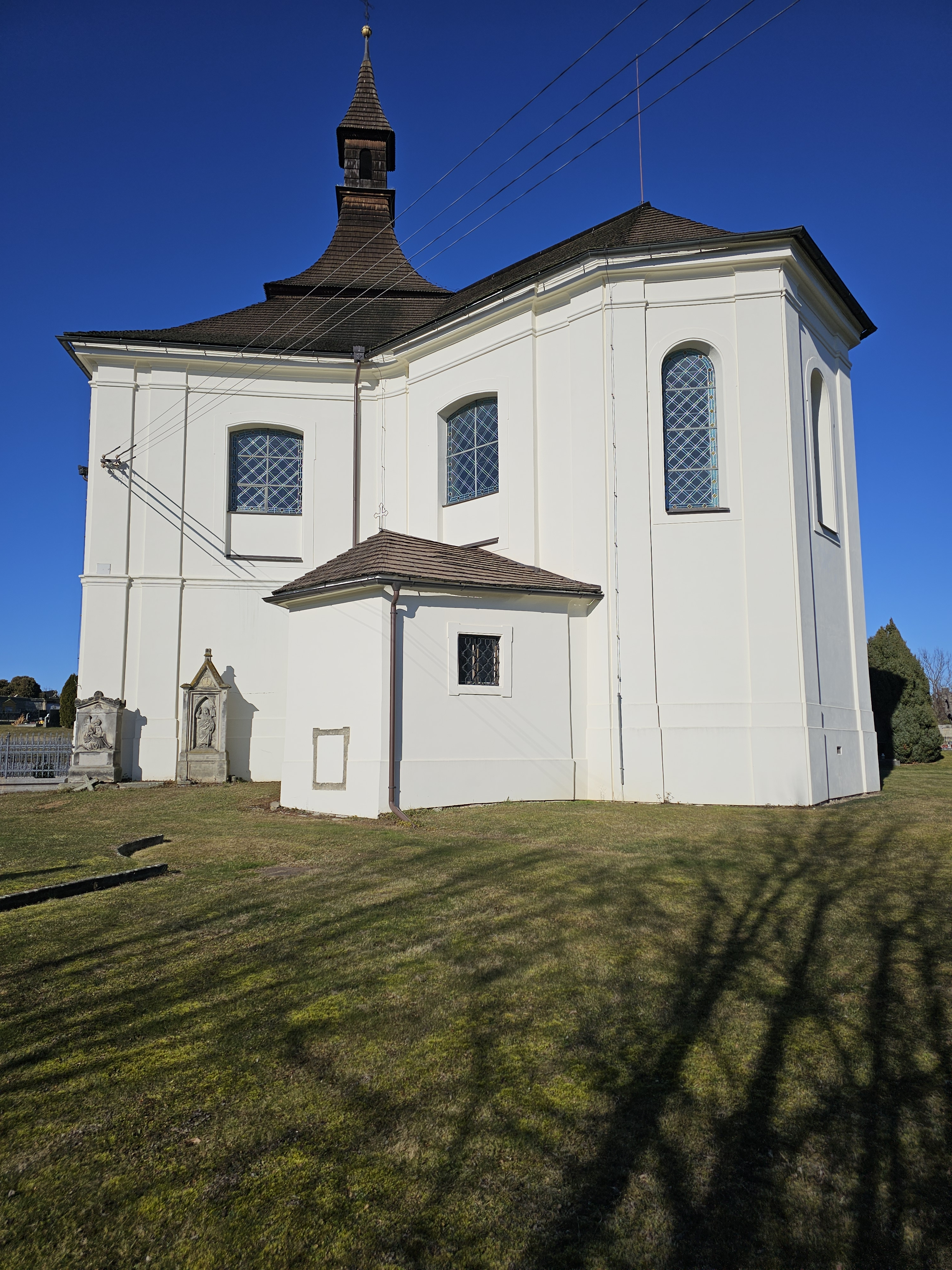
kostel svatého Martina ve Chrašicích v roce 2025
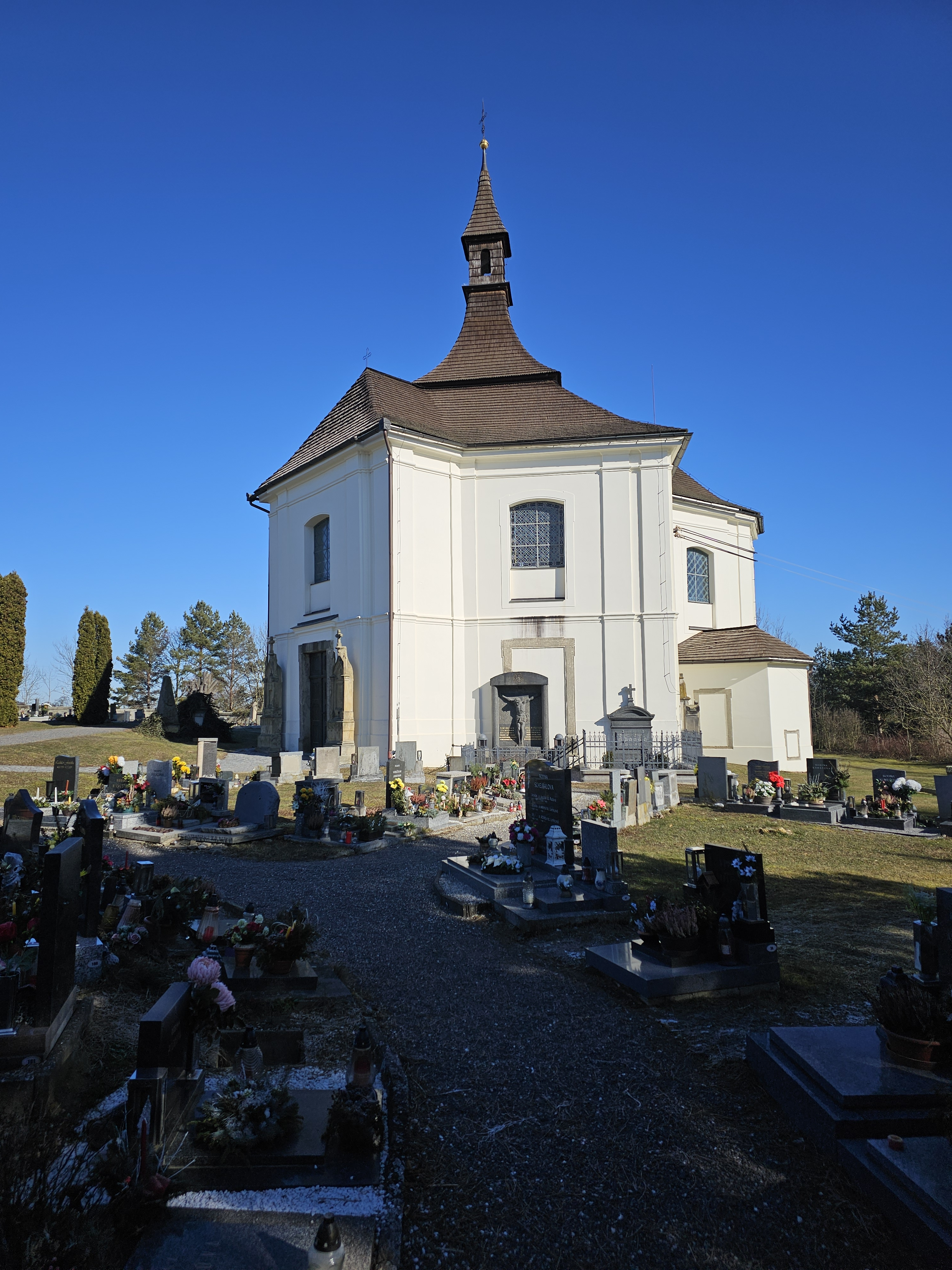
kostel svatého Martina ve Chrašicích v roce 2025